# Olivier Culmann
Olivier Culmann (né le 26 février 1970 dans le XVe arrondissement de Paris) est un photographe français. Il est lauréat 1997 de la Villa Médicis hors les murs; lauréat 2003 du prix Scam Roger-Pic ; lauréat 2004 du Fujifilm Euro Press Photo ; désigné au World Presse de 2007 comme étant le troisième meilleur photographe du monde dans la catégorie "sujets contemporains" ; il est aussi le lauréat 2017 du prestigieux prix Niépce.
Membre depuis 1996 du collectif Tendance Floue, il vit à Montreuil.

## Biographie
Né dans le XVe arrondissement de Paris, Olivier Culmann étudie la photographie à l'ESRA. Il cite parmi ses influences la photographie humaniste (notamment Henri Cartier-Bresson) même si progressivement, l'esprit de ses images emprunte davantage à l'humour de Buster Keaton (« l’homme qui ne riait jamais »), à Arthur Penn (Little Big Man) ou à la bande-dessinée (Jean-Jacques Sempé, Jean-Marc Reiser).
À la fin des années 2000, il passe plusieurs années en Inde, pays qui revient régulièrement dans ses séries,.
Ses photographies, à travers des séries effectuées sur la durée interrogent, sur le fil du dérisoire et de l'absurde, et avec une objectivité revendiquée, le conditionnement des individus et la remise en question des normes dogmatiques ou esthétiques.
Sa première série Les Mondes de l'école (réalisée avec Mat Jacob entre 1993 et 1996) explore via une approche documentaire en noir et blanc les attitudes d'écoliers à travers le monde, entre obéissance et ennui.
Avec Une vie de poulet (Filigranes, 2001), sa démarche documentaire intègre plus ouvertement l’humour à la narration, mettant en regard deux reportages effectués séparément, l’un sur la vie de poulets industriels, l’autre sur celle des derniers conscrits français, quelques mois avant la suppression du service militaire obligatoire.
Son travail se concentre ensuite sur l’observation et des postures, plus ou moins passives, de regardeurs qu’ils soient passants (ou touristes) de Ground zero les semaines suivant le 11 septembre 2001 (Série Autour), ou simples téléspectateurs de plusieurs continents photographiés chez eux dans Watching TV, "constat de l’état des corps et des âmes face aux échos du monde filtrés par les écrans". Watching TV rencontre un large écho médiatique,,.
À partir de 2010, il formalise une recherche sur les modes de représentation de soi. Passionné par l’imagerie populaire et vernaculaire, ainsi que par les codes de mise en scène photographique, il s'introduit dans ses images pour mieux explorer les fantasmes sociaux et ses propres interrogations sur l’altérité.
Ses derniers travaux personnels ont recours de manière croissante à l’autoportrait, qu'il propose parfois à d'autres artistes de réinterpréter comme dans The Others  (série qui fera l'objet, à partir d'octobre 2015, d'une exposition au musée Nicéphore-Niépce à Chalon-sur-Saône.)

## Principales expositions
- Les mondes de l'école  : Le Bon Marché, Paris, 1996.
- Télé-spectateurs : Rencontres internationales de la photographie d’Arles, 2006[15].
- Watchers  (Watching TV) : Pavillon Carré de Baudouin, Paris, 2011[16].
- The Others  : Festival Images de Vevey, Suisse, 2014[13],[17].

## Publications
- Les mondes de l’école  (Éditions Marval, 2001)[18]
- Une vie de poulet  (Filigranes, 2001)[19]
- Intouchables (éditions Atlantica, Biarritz, 2004) [20]
- Roman photo  (Thierry Magnier, 2007) [21]
- Watching TV  (Textuel, 2011)[22]
- The Others  (éditions Xavier Barral, 2015, textes de François Cheval)[23]  (ISBN 978-2-36511-080-8)

## Collaborations presse et autres
Il travaille régulièrement pour la presse (L'Express, Le Monde, le Monde 2, Géo, Libération...)
Il a coréalisé avec Pascal Dupont le film documentaire Une histoire nécessaire, (54 min, 2001, Diffusion France 3), autour de la quête des origines.

## Récompenses et distinctions
- Villa Médicis hors les murs 1997 (pour la série Les mondes de l'école)
- Prix Scam Roger-Pic 2003 [26]
- Fujifilm Euro Press Photo (2004)[27]
- World Press 2007 : 3e prix catégorie « sujets contemporains »[28].
- Prix Niépce 2017